# وسترولد
وسترولد (به هلندی: Westerwolde) یک منطقهٔ مسکونی در هلند است که در خرونینگن واقع شده‌است.